# Bernhard Uhl (Mediziner)
Bernhard Uhl (* 1960) ist ein deutscher Facharzt für Frauenheilkunde und Geburtshilfe mit Schwerpunkten in der gynäkologischen Onkologie, speziellen Geburtshilfe und Perinatalmedizin. Er praktiziert als Chefarzt an der Klinik für Gynäkologie, Urogynäkologie und Gynäkologische Onkologie am Evangelischen Krankenhaus Wesel.

## Leben
Bernhard Uhl studierte an der Universität zu Köln Humanmedizin. Im Jahr 1990 promovierte er mit einer Arbeit über Langzeitergebnisse der operativen Therapie am Pankreas bei chronischer Pankreatitis. Seit 1998 ist er in chefärztlicher Tätigkeit. Er war 16 Jahre Chefarzt der Abteilung für Gynäkologie und Geburtshilfe am Vinzenz-Hospital in Dinslaken und von Januar 2019 bis Dezember 2021 Chefarzt am Evangelischen Krankenhaus Oberhausen. Seit Januar 2021 arbeitet er als Chefarzt am Evangelischen Krankenhaus Wesel mit den Schwerpunkten Gynäkologische Onkologie, Minimal-Invasive Chirurgie (MIC III), Urogynäkologie und plastische Beckenbodenrekonstruktion (AGUB 3), Palliativmedizin, Psychoonkologie nach DKG.

## Soziales Engagement
Uhl engagiert sich seit 2013 in Nepal, wo er unter anderem ein Behandlungsprojekt für Frauen, die unter Gebärmuttervorfall leiden, ins Leben gerufen hat. Er ist Präsident der deutsch-nepalesischen gynäkologisch-geburtshilflichen Gesellschaft, die eng mit der Privatuniversität von Katmandu (Dhulikhel-Hospital) zusammenarbeitet. Die Gesellschaft hat Schulungsprogramme für nepalesische Ärzte entwickelt und führt Vorsorge- und Gesundheitsprogramme unter anderem für inkontinente Frauen durch.

## Buchveröffentlichungen

### Als Herausgeber
- OP-Manual Gynäkologie und Geburtshilfe. Thieme, Stuttgart/New York 2004, ISBN 3-13-130831-1 (2., aktualisierte und erw. Aufl. 2013).
- Palliativmedizin in der Gynäkologie. Thieme, Stuttgart/New York 2014, ISBN 978-3-13-171691-0.

### Als Autor
- Gynäkologie und Geburtshilfe compact. Alles für Station und Facharztprüfung. Thieme, Stuttgart/New York 1997, ISBN 3-13-107341-1 (7., aktualisierte Auflage 2023).